# Larry Wall
 Der er for få eller ingen kildehenvisninger i denne artikel, hvilket er et problem. Du kan hjælpe ved at angive troværdige kilder til de påstande, som fremføres i artiklen.

Larry Wall (født 27. september 1954 i Los Angeles, Californien) er en programmør, lingvist og forfatter. Han er mest kendt som ophavsmanden til programmeringssproget Perl, der blev udgivet 1987. Herudover står han bag værktøjet patch.

## Uddannelse
Wall voksede op i det sydlige Los Angeles og derefter Bremerton, Washington, før han startede videregående uddannelse på Seattle Pacific University i 1976, med hovedfag i kemi og musik og senere Pre-med.